# Carels
Carels was een Belgische constructeur van stoommachines en later dieselmotoren. Het bedrijf was gevestigd te Gent.
In 1839 richtte Charles Louis Carels in Gent een constructiewerkhuis op, waarin al vroeg kleine stoommachines en ook poldergemalen (onder andere voor Nederland) werden gemaakt.
In 1880 bouwde de firma de eerst compound-stoommachine in België. In 1894 verwierf Carels als eerste ter wereld een licentie voor de bouw van dieselmotoren, slechts enkele weken nadat Rudolf Diesel zijn motor gepatenteerd had. In 1905 leverden ze de krachtigste dieselmotor ter wereld af. Hij was 500 pk sterk.

## Carels en ABC
Carels is verder bekend vanwege de Anglo Belgian Corporation-motoren. Vanaf 1910 verwierf het bedrijf grote bekendheid met onder meer zijn scheepsdiesels. De firma zou de diesels zelf op verschillende vlakken verbeteren. De diesels werden in 1910 in licentie gebouwd door de firma Schneider & Co (Le Creusot, Frankrijk), Vickers Shipbuilding and Engineering (Barrow-in-Furness), The Clyde Shipbuilding and Engineering Co (Glasgow), Richardsons Westgarth & Company (Middleborough), Reiherstiegwerft (Hamburg) en Joh. C. Tecklenborg (Bremerhaven). Uitvoer van Carels-diesels gebeurde onder meer naar Frankrijk, Duitsland, Nederland, Italië, Spanje, Rusland, Argentinië, Brazilië, Australië en de Verenigde Staten.
De firma Carels richtte de eerste vakschool "Carels" in België op te Gent naast zijn ateliers. Deze was gevestigd aan de Offerlaan te Gent. Deze is later overgenomen geworden door de Stad Gent en fusioneerde later met het GITO Gent. Er is nog altijd een fonds van Carels waarvan de rente dient om de school te financieren.
Maurice Dierickx (geboren te Gent op 5 april 1903 en afdelingschef van de montageafdeling en inspecteur van de buitenwerken) was zelf een van de belangrijkste leerlingen aan deze befaamde vakschool.
In 1921 fuseerde Carels met de Société d’Electricité et de Mécanique (SEM) en groeide het bedrijf tot 1785 werknemers. Nadien werd de firma hernoemd tot ACEC.
In 1934 fuseerde het met Anciens Ateliers Van De Kerckhove.
In 1986 stopte de afdeling ACEC-Gent.
In 2005 werd het bedrijf gesloten.

## Carels en Diesel
Op 29 september 1913 ging Rudolf Diesel met Georges Carels en diens chefmonteur Alfred Luckmann, in Antwerpen aan boord van het postschip SS Dresden met bestemming Harwich. Het gezelschap zou de volgende dag de opening bijwonen van Carels motorenfabriek "Consolidated Diesel Manufacturing Ltd" in Ipswich. Zover is het nooit gekomen. Diezelfde dag verdween Diesel onder verdachte omstandigheden van het stoomschip. Zijn lijk werd later opgevist door een loodsschip uit Vlissingen.